# 天津小湊町
天津小湊町（あまつこみなとまち）は、かつて千葉県安房郡に存在していた町である。
2005年2月11日に、隣接する鴨川市と合併（新設合併）し、新たに鴨川市となったため消滅した。

## 地理

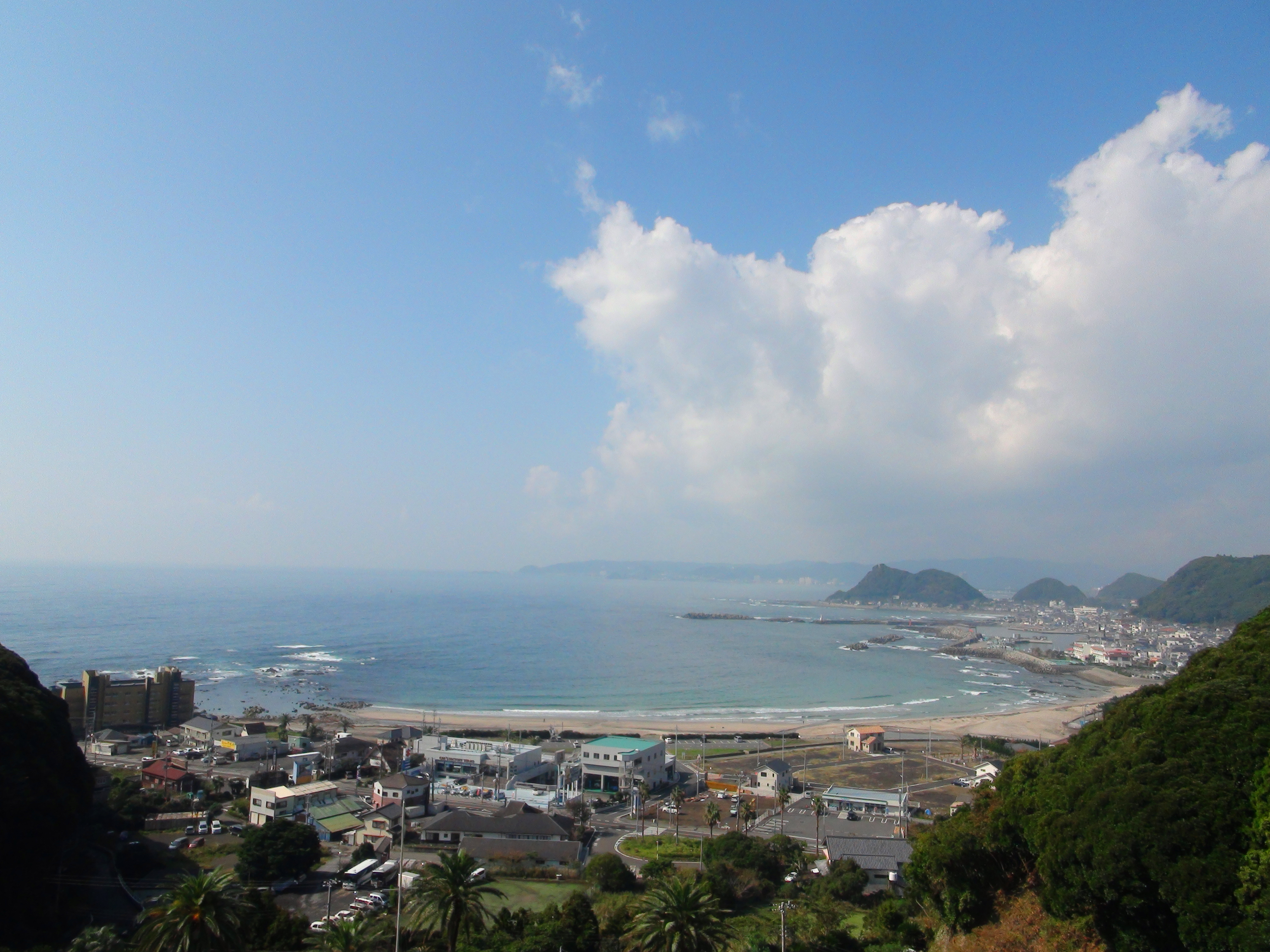
天津港付近の海岸線（2011年10月10日撮影）

房総半島の南部に位置する。温暖な気候で太平洋に面し、すぐ北部は山がせり出している。その山を横断して市街地の渋滞を緩和させる役割の天津バイパスが走っている。魚種が豊富で漁業が盛んに行われている町である。農業は田畑の面積が狭いため適していない地形である。

### 隣接していた自治体
- 鴨川市
- 勝浦市
- 君津市
- 夷隅郡大多喜町

## 歴史

### 沿革
- 1929年（昭和4年）4月15日 - 房総線（現在の外房線）上総興津 - 安房鴨川間が開業。
- 1953年（昭和28年）5月18日 - 国道128号が制定。
- 1955年（昭和30年）2月11日 - 天津町と小湊町が合併し、天津小湊町が発足。
- 1992年（平成4年）5月14日 - 防災行政無線が開局する。
- 2005年（平成17年）2月11日 - 鴨川市と合併し、（新）鴨川市が発足。同日天津小湊町廃止。

### 行政区域変遷
- 変遷の年表

| 天津小湊町町域の変遷（年表） | 天津小湊町町域の変遷（年表） | 天津小湊町町域の変遷（年表） |
| ---------------------------- | ---------------------------- | --- |
| 1889年（明治22年）           | 4月1日                       | 町村制施行により、以下の町村が発足。 - 長狭郡 - 天津町 ← 天津村・浜荻村・清澄村 - 湊村 ← 内浦村・小湊村 - 望陀郡 - 亀山村 ← 折木沢村・滝原村・川俣村・豊田村・笹村・藤林村・蔵玉村・黄和田畑村・四方木村・ 草河原村・香木原村・坂畑村・坂畑村と加名盛村飛地 |
| 1897年（明治30年）           | 4月1日                       | 長狭郡は平郡・朝夷郡とともに安房郡に編入。安房郡天津町となる。 - 同日、亀山村は望陀郡が周淮郡・天羽郡とともに合併し君津郡が発足。君津郡亀山村となる |
| 1928年（昭和3年）            | 11月10日                     | 湊村は町制施行・改称し、小湊町となる。 |
| 1954年（昭和29年）           | 6月1日                       | 亀山村の一部（四方木）を天津町が編入。 |
| 1955年（昭和30年）           | 2月11日                      | 天津町と小湊町が合併し、天津小湊町が発足。 |
| 2005年（平成17年）           | 2月11日                      | 天津小湊町は鴨川市と合併し、鴨川市が発足。天津小湊町は消滅。 |

- 変遷表

| 天津小湊町町域の変遷表 | 天津小湊町町域の変遷表 | 天津小湊町町域の変遷表 | 天津小湊町町域の変遷表 | 天津小湊町町域の変遷表 | 天津小湊町町域の変遷表      | 天津小湊町町域の変遷表          | 天津小湊町町域の変遷表      | 天津小湊町町域の変遷表 | 天津小湊町町域の変遷表 | 天津小湊町町域の変遷表 |
| 1868年 以前            | 1868年 以前            | 1868年 以前            | 明治元年 - 明治22年    | 明治22年 4月1日        | 明治22年 - 昭和19年         | 明治22年 - 昭和19年             | 昭和20年 - 昭和64年         | 平成元年 - 現在        | 現在                   |                        |
| ---------------------- | ---------------------- | ---------------------- | ---------------------- | ---------------------- | --------------------------- | ------------------------------- | --------------------------- | ---------------------- | ---------------------- | ---------------------- |
| 長狭郡                 |                        | 天津村                 | 明治14年 天津村        | 天津町                 | 明治30年4月1日 安房郡に編入 | 天津町                          | 昭和30年2月11日 天津小湊町  | 平成17年2月11日 鴨川市 | 鴨川市                 |                        |
| 長狭郡                 | 根本村                 |                        | 明治14年 天津村        | 天津町                 | 明治30年4月1日 安房郡に編入 | 天津町                          | 昭和30年2月11日 天津小湊町  | 平成17年2月11日 鴨川市 | 鴨川市                 |                        |
| 長狭郡                 | 浜荻村                 |                        |                        | 天津町                 | 明治30年4月1日 安房郡に編入 | 天津町                          | 昭和30年2月11日 天津小湊町  | 平成17年2月11日 鴨川市 | 鴨川市                 |                        |
| 長狭郡                 | 清澄村                 |                        |                        | 天津町                 | 明治30年4月1日 安房郡に編入 | 天津町                          | 昭和30年2月11日 天津小湊町  | 平成17年2月11日 鴨川市 | 鴨川市                 |                        |
| 長狭郡                 |                        | 内浦村                 | 内浦村                 | 湊村                   | 明治30年4月1日 安房郡に編入 | 昭和3年11月10日 小湊町 町制改称 | 昭和30年2月11日 天津小湊町  | 平成17年2月11日 鴨川市 | 鴨川市                 |                        |
| 長狭郡                 | 小湊村                 |                        |                        | 湊村                   | 明治30年4月1日 安房郡に編入 | 昭和3年11月10日 小湊町 町制改称 | 昭和30年2月11日 天津小湊町  | 平成17年2月11日 鴨川市 | 鴨川市                 |                        |
| 望陀郡                 |                        | 四方木村               | 四方木村               | 亀山村 の一部          | 明治30年4月1日 君津郡が発足 | 亀山村 の一部                   | 昭和29年6月1日 天津町に編入 | 平成17年2月11日 鴨川市 | 鴨川市                 |                        |

## 産業
漁業
- 小湊漁港
- 天津漁港
- 浜荻漁港

## 交通

### 鉄道
- 東日本旅客鉄道（JR東日本）
  - ■外房線
    - 安房小湊駅 - 安房天津駅

### 道路
- 一般国道
  - 国道128号
- 主要地方道
  - 千葉県道81号市原天津小湊線
  - 千葉県道82号天津小湊夷隅線
- 一般県道
  - 千葉県道285号内浦山公園線

## 学校

### 小学校
- 天津小湊町立天津小学校
- 天津小湊町立小湊小学校

- 合併後に新たに設置された小学校
  - 鴨川市立天津小湊小学校（2019年4月、天津小学校・小湊小学校を統合し設立）

### 中学校
- 天津小湊町立天津中学校
- 天津小湊町立小湊中学校

- 合併後に新たに設置された中学校
  - 鴨川市立安房東中学校（2006年4月、天津中学校・小湊中学校を統合し設立）

### 大学
- 千葉大学海洋バイオシステム研究センター（臨海実験所）

### その他
- 板橋区立天津わかしお学園

## 観光
- 小湊地区における釣りのメッカ及び大型宿泊施設の集中
- ロシア人日本初上陸地
- 鯛の浦（世界唯一真鯛浅海生息地特別天然記念物）
- 日本最古のスギの人工林（清澄寺妙見山）
- 世界最大の鬼瓦（誕生寺は日蓮聖人の生誕地である）
- こみなと水族館